# Lymington
Lymington és un port del Solent, al comtat de Hampshire, Anglaterra. Està situat just davant (rumb NNO) de Cowes a l'illa de Wight, a l'altre costat de l'estret del Solent.

## Visió general
La ciutat està situada a l'est de la conurbació de Bournemouth i s'enfronta a l'illa de Wight, que està connectada amb Lymington per ferri.

La població costanera comptava amb 9.385 habitants al cens de 2011, amb una economia centrada principalment en el turisme, i en el seu port esportiu que te un gran nombre d'instal·lacions, amb molts iots i velers. 

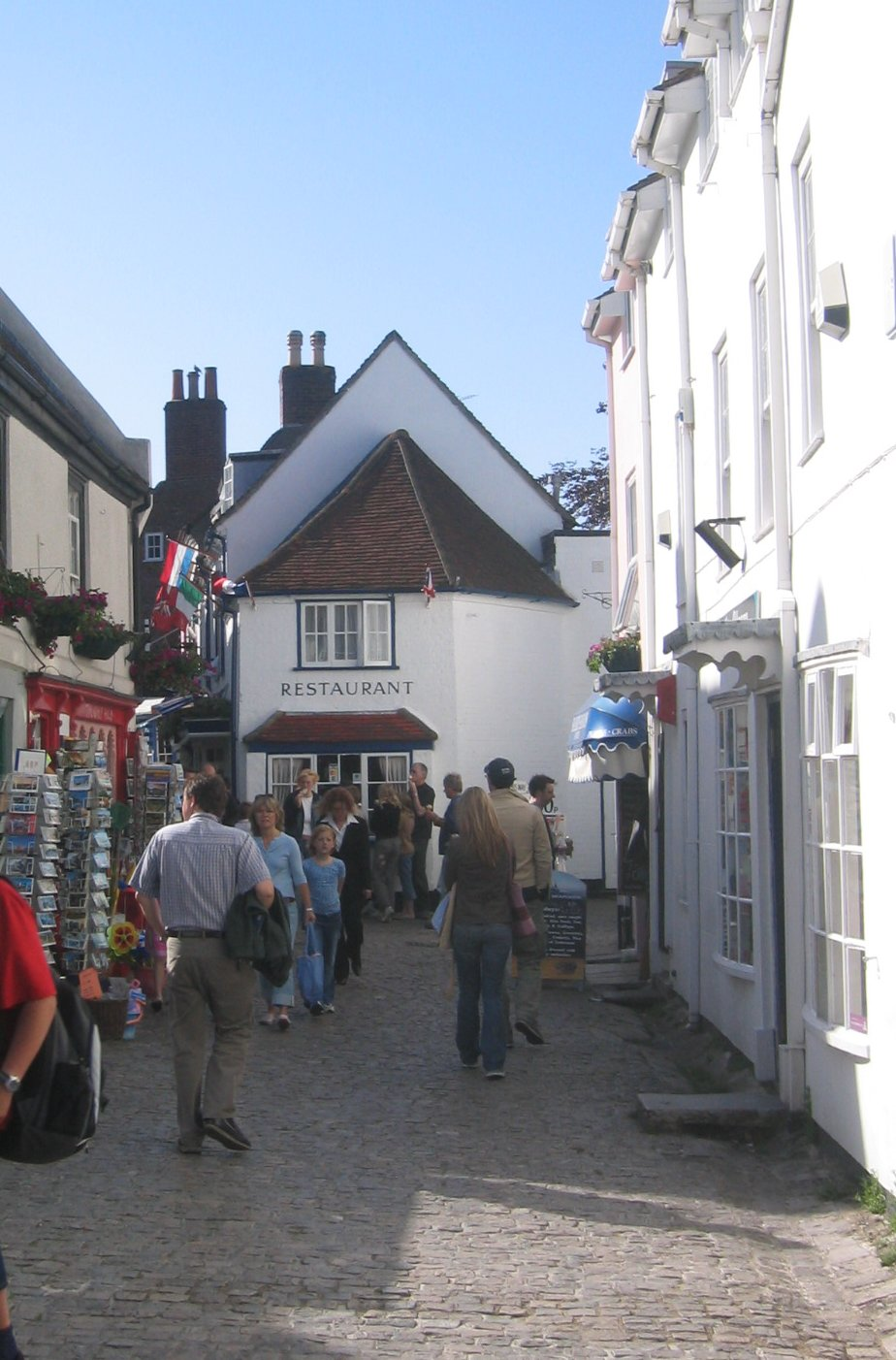
Carrers empedrats del centre de Lymington.

### Antiguitat
El primer assentament de Lymington es troba al voltant de l'edat del ferro. Un fort turó allà es coneix avui com els Anells de Buckland. El turó i les séquies del fort han sobreviscut i l'any 1935 es van fer excavacions arqueològiques. El fort ha estat datat VI 6è segle av. J.-C. . Hi ha un altre presumpte jaciment de l'Edat del Ferro a prop, Ampress Hole. Tanmateix, l'evidència d'un assentament posterior és escassa abans del " Domesday Book " (1086).

### Edat mitjana
Lymington va néixer en un poble anglosaxó. Els jutes van arribar a la regió des de l'illa de Wight al VI VI . i va fundar un assentament anomenat Limentun . [cita necessària]. La paraula anglesa antiga tun significa una granja o llogaret, mentre que limen deriva de la paraula anglesa antiga lemanos, un om.
La ciutat està registrada al Domesday Book com "Lentune".
Al voltant de l'any 1200, el senyor de la mansió, William de Redvers, va crear el nucli de New Lymington al voltant de l'actual moll i High Street, mentre que Old Lymington comprenia la resta de la parròquia. Va donar a la ciutat la seva primera carta i el dret a fer un mercat

### Temps moderns
La ciutat esdevingué secció parlamentària el 1585, escollint dos diputats fins al 1832, quan s'amplià la seva base electoral. La seva representació es va reduir a un membre sota la Segona Llei de Reforma de 1867 i es va convertir en part de la branca de New Forest sota la Llei de Redistribució de Seients de 1885.

## Maridatges
- Mosbach (Alemanya)
- Almansa (Espanya)

L' Associació d'Agermanament coordina els intercanvis.

## Personalitats
- Richard Lyons, 1r vescomte Lyons va néixer a Lymington.
- Hi va néixer la cantant Birdy.